# 普里斯里普河
普里斯里普河（烏克蘭語：Присліп），是烏克蘭的河流，位於該國西部外喀爾巴阡州，屬於里卡河的右支流，發源自普里斯利普以北，河道全長11公里，流域面積62.5平方公里。